# Missionari della Natività di Maria
I Missionari della Natività di Maria (in latino Congregatio Missionariorum Nativitatis Mariae, in spagnolo Misioneros de la Natividad de María) sono un istituto religioso maschile di diritto pontificio: i membri di questa congregazione clericale pospongono al loro nome la sigla M.N.M.

## Storia
La congregazione, detta in origine dei Servi di Maria Bambina, venne fondata nel 1944 a León, in Messico, dal sacerdote spagnolo Vicente Echarri (1903-2005) per l'educazione della gioventù contadina e di quella abbandonata.
Riconosciuta come "pia unione" nel 1952, venne eretta in istituto di diritto diocesano con atto del 14 giugno 1970 (la Santa Sede aveva dato il suo nihil obstat nel 1966) e ottenne il riconoscimento di congregazione di diritto pontificio con decreto dell'8 dicembre 1988.

## Attività e diffusione
I Missionari della Natività di Maria si dedicano all'aiuto ai vescovi nell'apostolato sacerdotale e in tutte le opere a carattere religioso o sociale.
Oltre che in Messico, sono presenti a Porto Rico e negli Stati Uniti d'America; la sede generalizia è a León, nello stato messicano di Guanajuato.
Al 31 gennaio 2005, l'istituto contava 16 case e 164 religiosi, 117 dei quali sacerdoti.